# 黑淵鮭
黑淵鮭（学名：Melanolagus bericoides）为輻鰭魚綱水珍魚目小口兔鮭科黑淵鮭屬下的一个种，為深海魚類，分布於全球三大洋熱帶及亞熱帶海域，棲息深度0-1700公尺，體長可達20公分，棲息在中層水域，會進行垂直性洄游，成小群活動，以浮游生物為食，生活習性不明。